# Conus macleayanus
Conus macleayanus é uma espécie de gastrópode do gênero Conus, pertencente a família Conidae.